# Shishōsetsu
Shishōsetsu o Romanzo dell'Io (私小説,  in inglese I-Novel) è un genere letterario appartenente alla letteratura giapponese, usato per indicare un tipo di romanzo confessionale dove gli eventi nella storia raccontata corrispondono agli eventi della vita dell'autore. Questo genere nasce dal movimento naturalista durante il periodo Meiji. Molti autori ritenevano che questo forma narrativa riflettesse un maggior individualità e uno stile di scrittura meno forzato. Dalla sua nascita, lo shishōsetsu era votato ad esporre il lato più oscuro della società o della vita dell'autore stesso.
Ci sono diverse regole da rispettare nella creazione di uno shishōsetsu La storia poi deve tentare di fornire una realistica visione del Mondo, dato il legame che lega questo genere letterario a quello del Naturalismo letterario. Lo scopo è quello di provare che un'esperienza reale può essere completamente ricreata con il linguaggio letterario.
Dal momento che questi due punti erano molto importanti per gli autori, questi usarono gli avvenimenti della loro vita privata come soggetto dei romanzi. La maggior parte di loro era anche grande conoscitrice di letteratura e la cosa traspariva dai loro lavori. Inoltre, se paragonato allo stile formale influenzato dalla letteratura cinese classica, usavano un tono più confidenziale.
Si pensa che i primi shishōsetsu siano stati Hakai (“La Trasgressione”), scritto nel 1906 da Shymazaki Toson e Futon di Tayama Katai del 1907. In Hakai, Toson descrive un uomo nato all'interno di una discriminata minoranza giapponese nota come burakumin e racconta di come quest'uomo trasgredisce al divieto di suo padre di rivelare le sue origini. In Futon, il protagonista confessa il suo affetto per una sua allieva.
I maggiori interpreti di questo stilo comprendono Naoya Shiga, Osamu Dazai e altri. Scandalo di Shūsaku Endō è un recente esempio di shishōsetsu.